# برمجانة
البَرْمِجَانَة هو طبق إيطالي مصنوع من شرائح الباذنجان المقلي مع شرائح الجبن وصلصة الطماطم، ثم تُخبز. وتزعم المناطق الجنوبية من قلورية وكمبانية وبولية وصقلية أنها أصل الطبق. قد تشمل ضروبه الأخرى الموجودة خارج إيطاليا الدجاج أو لحم العجل أو أي نوع آخر من شرائح اللحم أو حشوة الخضار.

## التحضير
يتكون الطبق من شرائح الباذنجان المقلي بالزيت وطبقة من صلصة الطماطم والجبن والمخبوز في الفرن.
تُغمس الحشوة المقطعة في بعض ضروبه أولاً في البيض المخفوق وتُغمر في الدقيق أو فتات الخبز قبل القلي. تستخدم بعض الوصفات الجبن المبشور مثل البارميّ، في حين يستخدم البعض الآخر جبنًا ذائبًا أكثر ليونة مثل جبن المُزَرِلَّة أو مزيجًا منها.

## إيطالية
تُحضر البرمجانة في كُزنسة بالكوسا المقلية والباذنجان المشوي. يغلب أن يُحضر في طبقات تتخللها جبن المُزَرلِّة الطازجة المبشورة و البارمي مبشور.
أما في نابُل فيُحضر باستخدام الكوسة أو الأرضي شوكي بدلاً من الباذنجان.